# بیل گولد

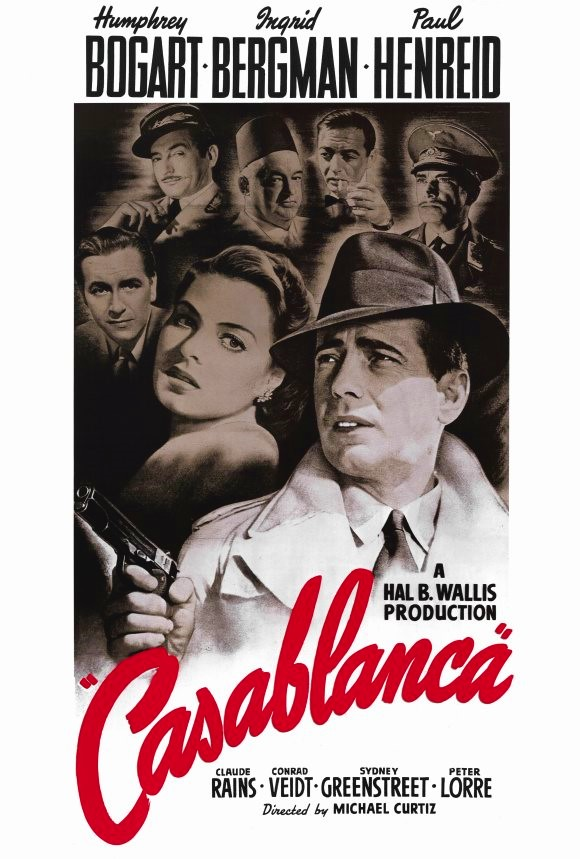
پوستر فیلم کازابلانکا توسط بیل گولد طراحی شد.

بیل گولد (انگلیسی: Bill Gold، زادهٔ ۳ ژانویه ۱۹۲۱ – ۲۰ مه ۲۰۱۸) طراح گرافیک آمریکایی بود. وی را بخاطر تبحرش در طراحی پوستر فیلم‌ها می‌شناسند. وی از ۱۹۴۱ تا ۲۰۱۱ میلادی به مدت هفتاد سال پوستر صدها فیلم مختلف را طراحی کرد.

## پوستر فیلم
- احمق آمریکایی خوش‌تیپ (۱۹۴۲)
- کازابلانکا (۱۹۴۲)
- خواب ابدی (۱۹۴۶)
- اتوبوسی به نام هوس (۱۹۵۱)
- بیگانگان در ترن (۱۹۵۱)
- ام را به نشانه مرگ بگیر (۱۹۵۴)
- شرق بهشت (۱۹۵۵)
- آقای رابرتس (۱۹۵۵)
- بیبی دال (۱۹۵۵)
- غول (۱۹۵۶)
- موبی‌دیک (۱۹۵۶)
- جویندگان (۱۹۵۶)
- مرد عوضی (۱۹۵۶)
- داستان جیمز دین (۱۹۵۷)
- شاهزاده و مانکن (۱۹۵۷)
- پیرمرد و دریا (۱۹۵۸)
- شکوه علفزار (۱۹۶۱)
- مرد موسیقی (۱۹۶۲)
- چه کسی از ویرجینیا وولف می‌ترسد؟ (۱۹۶۶)
- بانی و کلاید (۱۹۶۷)
- کملوت (۱۹۶۷)
- لوک خوش‌دست (۱۹۶۷)
- روباه (۱۹۶۷)
- تا تاریکی صبر کن (۱۹۶۷)
- دختر شوخ (۱۹۶۸)
- مرد مصور (۱۹۶۹)
- مرگ گیاهان (۱۹۷۰)
- دختر رایان (۱۹۷۰)
- دوریان گری (۱۹۷۰)
- پرتقال کوکی (۱۹۷۱)
- الماس‌ها ابدیند (۱۹۷۱)
- ویولون‌زن روی بام (۱۹۷۰)
- کارتر را بگیرید (۱۹۷۰)
- کلوت (۱۹۷۱)
- مک‌بی و خانم میلر (۱۹۷۱)
- رهایی (۱۹۷۲)
- بانو بلوز می‌خواند (۱۹۷۲)
- روز به جای شب (۱۹۷۳)
- جن‌گیر (۱۹۷۳)
- پاپیون (۱۹۷۳)
- مترسک (۱۹۷۳)
- نیش (۱۹۷۳)
- ۹۹ و ۴۴/۱۰۰ مرده (۱۹۷۴)
- پرونده اودسا (۱۹۷۴)
- شوگرلند اکسپرس (۱۹۷۴)
- بری لیندون (۱۹۷۵)
- بعد از ظهر سگی (۱۹۷۵)
- درونینگ پول (۱۹۷۵)
- دوران مشقت (۱۹۷۵)
- مغازه عتیقه‌فروشی (۱۹۷۵)
- بازگشت پلنگ صورتی (۱۹۷۵)
- ستاره‌ای متولد شده‌است (۱۹۷۶)
- همه مردان رئیس‌جمهور (۱۹۷۶)
- کازانووای فلینی (۱۹۷۶)
- ماراتن من (۱۹۷۶)
- جن‌گیر ۲: مرتد (۱۹۷۷)
- جولیا (۱۹۷۷)
- سنتینل (۱۹۷۷)
- حمله جسددزدها (۱۹۷۸)
- فیلم فیلم (۱۹۷۸)
- سال بعد، همین موقع (۱۹۷۸)
- جادوگر (۱۹۷۸)
- بیگانه (۱۹۷۹)
- فرار از آلکاتراز (۱۹۷۹)
- سانتینی کبیر (۱۹۷۹)
- مو (۱۹۷۹)
- شکار لاشخور (۱۹۷۹)
- تعهد (۱۹۷۹)
- سگ‌های جنگ (۱۹۸۰)
- دروازه بهشت (۱۹۸۰)
- خواننده جاز (۱۹۸۰)
- خانم مارکر کوچک (۱۹۸۰)
- بدل‌کار (۱۹۸۰)
- برخورد تایتان‌ها (۱۹۸۱)
- روی گلدن پاند (۱۹۸۱)
- شیطان زیر آفتاب (۱۹۸۲)
- فایرفاکس (۱۹۸۲)
- سال محبوب من (۱۹۸۲)
- کراس کریک (۱۹۸۳)
- هری و پسر (۱۹۸۴)
- رودخانه (۱۹۸۴)
- هوزیرها (۱۹۸۶)
- جوخه (۱۹۸۶)
- یتیم (۱۹۸۷)
- تسخیرناپذیران (۱۹۸۷)
- پرنده (۱۹۸۸)
- میسیسیپی می‌سوزد (۱۹۸۸)
- مون‌واکر (۱۹۸۸)
- متهم (۱۹۸۸)
- برگشت‌خوردن بخت (۱۹۹۰)
- نابخشوده (۱۹۹۲)
- یک دنیای بی‌نقص (۱۹۹۳)
- پل‌های مدیسون کانتی (۱۹۹۵)
- مغازه عتیقه‌فروشی (۱۹۹۵)
- قدرت مطلق (۱۹۹۷)
- گاوچران‌های فضا (۲۰۰۱)
- رودخانه میستیک (۲۰۰۳)
- جی. ادگار (۲۰۱۱)

## مرگ
او بر اثر عوارض بیماری آلزایمر در بیمارستان گرینویچ در ۲۰ می ۲۰۱۸ در سن ۹۷ سالگی درگذشت.